# GEMBA
GEMBA Inc. (株式会社ゲンバ Kabushiki-gaisha Gemba?) es un estudio de animación japonés filial de Digital Frontier que se especializa en la producción de animación y anime 3DCG.

## Establecimiento
La empresa se fundó en 2006 como un estudio de subcontratación especializado en la producción de 3DCG y participó en diversos trabajos como Psycho-Pass y Noblesse. En 2016, Gemba lanzó su primera gran producción, una iteración de Berserk de Kentaro Miura coanimado con el estudio 2D Millepensee. A pesar de una década de experiencia con 3DCG, la serie recibió duras críticas hacia su animación CG de los espectadores y críticos. Por el contrario, la recepción de su segunda gran producción, Kōya no Kotobuki Hikōtai, ha sido más positiva.

## Trabajos

### Serie de televisión de anime
| Título                   | Director (es)     | Fecha de primera transmisión | Fecha de última emisión | Eps | Nota (s) | Ref (s)     |
| ------------------------ | ----------------- | ---------------------------- | ----------------------- | --- | --- | ----------- |
| Berserk                  | Shin Itagaki      | 1 de julio de 2016           | 23 de junio de 2017     | 24  | Adaptación de un manga de Kentaro Miura. Coanimado con Millepensee. Cooperación de producción con Liden Films. Secuela de Berserk: The Golden Age Arc . | [ 7 ] [ 8 ] |
| Kōya no Kotobuki Hikōtai | Tsutomu Mizushima | 13 de enero de 2019          | 31 de marzo de 2019     | 12  | Trabajo original. Cooperación de producción con Digital Frontier. Servicios de animación 2D de WAO World.                                               | [ 9 ]       |

### Películas
| Título                                    | Director (es)     | Publicado                | Tiempo de ejecución | Nota (s)                                                            | Ref (s) |
| ----------------------------------------- | ----------------- | ------------------------ | ------------------- | ------------------------------------------------------------------- | ------- |
| The Magnificent Kotobuki Complete Edition | Tsutomu Mizushima | 11 de septiembre de 2020 | —                   | Trabajo original. Película recopilatoria de la serie de televisión. | [ 10 ]  |